# Frederick Haldimand
Pour les articles homonymes, voir Haldimand.
Frederick Haldimand (11 août 1718 - 5 juin 1791) est un officier et un administrateur colonial britannique né en Suisse.

## Biographie

### Jeunesse et carrière militaire
Né et baptisé à Yverdon-les-Bains en Suisse sous le nom de François-Louis-Frédéric Haldimand, il montra dès son jeune âge le goût d'une carrière militaire. Comme un grand nombre de ses compatriotes, il partit pour l'étranger, s'engageant avant dans un régiment du royaume de Sardaigne, puis dans un régiment de l'armée prussienne en 1740 et participa à la guerre de Succession d’Autriche. Par la suite, il fit partie du régiment des gardes suisses de l’armée des Pays-Bas. En mars 1756, il passa dans l'armée britannique dans un nouveau régiment composé de colons suisses et allemands de Pennsylvanie ainsi que d'officiers protestants d'Europe. Arrivé en Amérique du Nord en juin, Haldimand avait le grade de lieutenant-colonel. Malgré l'hostilité et la xénophobie des officiers britanniques, Haldimand se fit remarquer de ses supérieurs. Il participa à plusieurs combats de la guerre de Sept Ans.
Une fois la conquête de la Nouvelle-France achevée à l'automne 1760, Haldimand, parce qu'il était francophone, fut chargé du rapatriement des militaires et fonctionnaires français. Par la suite, il est nommé second de Thomas Gage, gouverneur de Montréal, puis gouverneur par intérim de Trois-Rivières, de mai 1762 à mars 1763, puis d'octobre 1763 à septembre 1764. En particulier, il réactiva les forges du Saint-Maurice.
Haldimand passa le plus clair de son temps entre 1765 et 1773 en Floride, à titre de brigadier du département du Sud. En 1773 il fut rappelé à New York, puis à Boston comme second de Gage, alors commandant en chef de toutes les forces britanniques en Amérique. En 1775 il fut remplacé dans ses fonctions par des officiers britanniques de souche, ce qui causa une certaine controverse, et il put séjourner à Londres et en Suisse, où il acheta une propriété dans sa ville natale.

### Gouverneur de la province de Québec
En 1777, il est nommé gouverneur de la province de Québec, qui incluait alors une grande partie de l'Ontario et des États-Unis. Il prit ses fonctions à Québec en juin 1778. Il agit en cette fonction pendant la révolution américaine. Tout comme son prédécesseur Guy Carleton, Haldimand trouva la plupart de ses appuis dans le French party face au parti britannique des marchands et colons anglais. Comme le précédent, son gouvernement eut une tendance autoritaire. Il fit arrêter plusieurs personnes soupçonnées de sédition ou de libelle, notamment Fleury Mesplet, Valentin Jautard et Pierre Du Calvet. Haldimand craignait, en particulier, que la sympathie de ces personnalités pour la révolution américaine les pousse à agir en faveur d'une conquête américaine du Canada.
Haldimand renforça les défenses de son immense province, en particulier sur le Richelieu et dans la région des Grands Lacs. Il envoya en novembre 1778 une expédition commandée par le major Christopher Carleton attaquer l'État de New York et le Vermont. Il dut ensuite faire face aux attaques des troupes du major-général américain John Sullivan sur les nations iroquoises alliées aux Britanniques en 1779. Il répliqua par une autre expédition appelée le « brûlement des vallées » (burning of the valleys) à l'automne 1780 qui détruisit mille fermes et un demi-million de boisseaux de grain dans les vallées du nord de l'État de New York.
D'autre part, Haldimand mena de 1779 à 1783 des négociations avec l'État alors indépendant du Vermont afin de l'amener à rester britannique. Ce fut en vain.
En 1782, le nouveau secrétaire aux colonies Lord Shelburne informe Haldimand de son intention de le remplacer par Sir Guy Carleton, l'ancien gouverneur. D'abord tenté de démissionner immédiatement, Haldimand accepta de rester en poste jusqu'à l'arrivée éventuelle de son successeur.
À cette époque, les Britanniques négociaient avec les Américains pour mettre fin à la guerre d'indépendance des États-Unis. Cependant, les termes du traité de Paris négligeaient complètement les Amérindiens qui avaient soutenu la Grande-Bretagne, ne leur accordant ni territoire ni protection. Haldimand, qui avait tout fait pour maintenir de bonnes relations avec les autochtones, en particulier avec le chef mohawk Joseph Brant, fut donc placé dans une situation délicate. Il tenta, et réussit en partie, de convaincre le ministre Lord North d'accorder des territoires aux Mohawks et aux autres nations dans l'Ontario actuel.
À la même époque, il aida l'établissement des loyalistes de l'Empire-Uni dans ce qui est devenu l'Ontario, et s'assura qu'ils aient assez de vivres et de matériel pour s'installer convenablement.

### Fin de carrière
En novembre 1784 Haldimand se rendit en Angleterre en congé. Les affaires de la colonie étaient laissées sous la direction du lieutenant-gouverneur Henry Hamilton. Durant son séjour à Londres il apprit son remplacement par Guy Carleton, devenu lord Dorchester. Puisqu'il était étranger, il ne pouvait prétendre à un poste officiel en Grande-Bretagne, ce qui aurait été normal en raison de ses états de service. Il fut néanmoins nommé chevalier de l’Ordre du Bain. Une plaque posée dans les stalles de la chapelle Henry VII de l’abbaye de Westminster atteste de cet honneur . Il était cependant assez à l'aise financièrement, et passa ses dernières années entre Londres et sa ville natale d'Yverdon, où il mourut en 1791, emporté juste avant de pouvoir inaugurer le château qu'il se faisait construire à Champ-Pittet.
Le comté d'Haldimand en Ontario et le secteur de Haldimand près de Gaspé sont nommés en son honneur.